# Мусин-Пушкин, Михаил Николаевич
Михаил Николаевич Муси́н-Пу́шкин (1795—1862) — военный и общественный деятель, сенатор, покровитель Н. И. Лобачевского. Почётный член Российской академии наук (1837). Действительный тайный советник.

## Биография
Происходил из рода Мусиных-Пушкиных. Родился 25 ноября (6 декабря) 1795 года в семье действительного камергера Николая Михайловича Мусина-Пушкина и княжны Авдотьи (Евдокии) Сергеевны Волховской (1771 — 05.01.1843). Получив домашнее образование, 12 января 1810 года сдал «полный экзамен в языках и науках» в Совете казанской гимназии и получил аттестат об окончании гимназического курса. Учился в Казанском университете. В 1810 году записан в Свиту Его Императорского Величества по квартирмейстерской части.
17 февраля 1811 года поступил прапорщиком в Лейб-гвардии Семёновский полк. 2 июня 1812 года произведён в гвардии подпоручики. Во время Отечественной войны 1812 года принял участие в сражениях под Витебском, Смоленском, Валутиной Горой, Бородино, Тарутино, Малоярославцом, Вязьмой и Красном, за отличие в боях произведён в поручики.
Во время войны шестой коалиции 1813—1814 годов сражался при Люцене, Бауцене и Кульме. В 1813 году за отличие произведён в штабс-капитаны, в 1816 году — в капитаны, в 1817 году — переведён полковником в 19-й егерский полк.
10 января 1821 года вышел в отставку с мундиром и пенсионом полного жалования.
24 февраля 1827 года получил чин статского советника и назначен исправляющим должность попечителя Казанского учебного округа. Находился на этой должности по 1845 год. Неизменно поддерживал Н. И. Лобачевского, который по его рекомендации был избран ректором университета. Особенно заботился о преподавании восточных языков. Восточный факультет Казанского университета считался при нём кузницей российских востоковедов. Вновь было введено преподавание языков: монгольского, в связи с историей монголов, китайского, санскрита, армянского и маньчжурского и значительно усилено преподавание арабского, персидского и турецко-татарского языков. Обучение восточным языкам было введено и в Казанской (первой) гимназии.
16 марта 1829 года произведён в действительные статские советники, 26 марта 1839 года — в тайные советники.
С 1845 по 1856 годы Мусин-Пушкин состоял попечителем Санкт-Петербургского учебного округа, где с его именем связывается учреждение в Санкт-Петербургском университете факультета восточных языков, переведённого из Казани. Некоторые источники связывают с его именем уход из университета профессора В. С. Порошина: последний однажды опоздал на лекцию и находившийся в то время в здании университета Мусин-Пушкин сделал ему замечание и приказал ректору оштрафовать его за неаккуратность вычетом из получаемого жалованья; хотя это и не представилось возможным исполнить, так как Порошин жертвовал получаемое им жалованье на университетскую библиотеку, тем не менее он обиделся и на другой же день подал просьбу об отставке.
С 30 января 1849 года назначен сенатором, председателем Петербургского цензурного комитета. В 1856 году вышел в отставку.
Умер 20 июня (2 июля) 1862 года. Похоронен на Тихвинском кладбище Александро-Невской лавры (в Петербургском некрополе указана дата смерти: 23 июня).
Как человека и начальника, М. Н. Мусина-Пушкина обыкновенно изображают строгим, вспыльчивым, честолюбивым и даже взбалмошным, но в то же время добрым и справедливым.
Жена: княжна Александра Семёновна Баратаева — дочь казанского генерал-губернатора Семёна Михайловича Баратаева. Имел двух сыновей — Николая (11.08.1823—24.03.1844; коллежский секретарь, умер от горячки) и Михаила (14.01.1825 — не ранее 1858); а также дочь Александру (20.10.1826—?), которая умерла в младенчестве.

## Награды
- Орден Святого Владимира 4-й степени с бантом (5 ноября 1812)[11]
- Золотая шпага «За храбрость» (3 июня 1813)[12]
- Орден Святой Анны 3-й степени (1813, знак на шпагу; после реформы ордена в 1815 году соответствует 4-й степени)[13]
- Орден «Pour le Mérite» (13-18 октября 1814)[13][14] (Королевство Пруссия)
- Орден Святого Станислава 1-й степени (10 апреля 1832)[15]
- Орден Святой Анны 1-й степени (23 февраля 1834); императорская корона к ордену (29 мая 1836)[16]
- Орден Святого Владимира 2-й степени (21 августа 1836)[15]
- Знак отличия за XX лет беспорочной службы (1837)[17]
- Орден Белого орла (1 июля 1842)[15]
- Орден Святого Александра Невского (1 июля 1846)[15]
- Знак отличия за XXX лет беспорочной службы (1847)[13]

## Память
- В честь Мусина-Пушкина геолог П. И. Вагнер назвал разновидность эпидота — пушкинит[18].